# Heritiera percoriacea
Heritiera percoriacea là một loài thực vật có hoa thuộc họ Malvaceae (hoặc Sterculiaceae).
Loài này chỉ có ở Indonesia.
Chúng hiện đang bị đe dọa vì mất môi trường sống.